# جيل كريبس
جيل كريبس (بالإنجليزية: Jill Craybas)‏ مواليد 4 يوليو 1974 في بروفيدنس، هي لاعبة كرة مضرب أمريكية سابقة بدأت مسيرتها كمحترفة سنة 1996 وكانت تلعب باليد اليمنى، اعتزلت اللعب في 2013. أعلى تصنيف لها في الفردي كان المركز الـ 39 في سنة 2006. سبق أن شاركت في دورة الألعاب الأولمبية الصيفية.

## روابط خارجية
- جيل كريبس على موقع رابطة محترفات التنس (الإنجليزية)
- جيل كريبس على موقع الاتحاد الدولي لكرة المضرب (الإنجليزية)
- جيل كريبس على موقع كأس بيلي جين كينغ (الإنجليزية)
- جيل كريبس على موقع بطولة ويمبلدون (الإنجليزية)
- جيل كريبس على موقع خلاصة التنس.كوم (الإنجليزية)
- جيل كريبس على موقع إي إس بي إن.كوم (الإنجليزية)
- جيل كريبس على موقع اللجنة الأولمبية الدولية (الإنجليزية)
- جيل كريبس على موقع أوليمبيديا (الإنجليزية)